# Порохник
Порохник (Прухник; пол. Pruchnik) — місто в південно-східній Польщі. Належить до Ярославського повіту Підкарпатського воєводства. Адміністративний центр однойменної гміни. Поділяється на два солтиства — Порохник Горішній і Порохник Долішній.

## Історія

Церква Успіння Богородиці у Порохнику до 1939 року

Місто знаходилось на заході Галицького князівства, неподалік від кордону з князівством Краківським Коло 1370 року, після захоплення галицьких земель королем Казимиром, Порохник отримав німецьке право. У XVII ст. місто налічувало коло 60 мешканців і кілька ремісничих цехів. Перша згадка про місцеву церкву — 8 квітня 1611 р., з 1692 р. після переходу в унію увійшла до Перемиської єпархії. В 1785 р. греко-католики становили 50 % від загального числа 8 572 мешканців міста. В умовах економічного занепаду й активної полонізації за 100 років число греко-католиків знизилось до 188, а відсоток — до 20 % у 1888 р. Нову муровану церкву Успіння Пресвятої Богородиці споруджено в 1870 р. До парафії Порохник належало також 8 сіл і 3 дочірні церкви. Церква була деканальною Перемишльської єпархії, в 1936 р. налічувала 151 парафіянина в містечку та 1 491 — у парафії. У міжвоєнний період при церкві побудували хресну дорогу, котра була посвячена перемиським єпископом Йосафатом Коциловським 28 серпня 1922 року на свято Успіння. Щороку на це свято до хресної дороги приходили багатолюдні паломництва, кількість учасників яких сягала до 10-15 000 прочан. Після депортації українців з міста церква перебудована на Будинок культури.
Під час Другої світової війни в місті діяла делегатура Українського допомогового комітету.

## Населення
До Другої світової війни поряд знаходились два населені пункти, які називались Порохник: містечко (Порохник Місто) і село (Порохник Село). В 1939 році в містечку проживало 1 630 мешканців, з них 160 українців-грекокатоликів, 630 поляків і 840 євреїв, а в селі — 2 560 мешканців, з них 130 українців-грекокатоликів, 2 310 поляків, 30 польських колоністів міжвоєнного періоду і 90 євреїв
16 серпня 1945 року Москва підписала й опублікувала офіційно договір з Польщею про встановлення лінії Керзона українсько-польським кордоном. Українці не могли протистояти антиукраїнському терору після Другої світової війни. Частину добровільно-примусово виселили в СРСР (105 осіб — 31 родина). Решта українців попала в 1947 році під етнічну чистку під час проведення Операції «Вісла» і була депортована на понімецькі землі у західній та північній частині польської держави, що до 1945 належали Німеччині.
19 серпня 1949 р. об'єднались громади Порохник-місто і Порохник-село в одну громаду Порохник.

## Демографія
Демографічна структура станом на 31 березня 2011 року:
|          | Загалом | Допрацездатний вік | Працездатний вік | Постпрацездатний вік |
| -------- | ------- | ------------------ | ---------------- | -------------------- |
| Чоловіки | 1821    | 429                | 1230             | 162                  |
| Жінки    | 1854    | 380                | 1093             | 381                  |
| Разом    | 3675    | 809                | 2323             | 543                  |

## Відомі люди
- Гробельський Іван Михайлович — греко-католицький священик, професор семінарії в Перемишлі, посол до Австрійського парламенту.